# Strada statale 479 Sannite
La strada statale 479 Sannite (SS 479) è una strada statale italiana, il cui percorso è per intero sviluppato nella provincia dell'Aquila.

## Storia

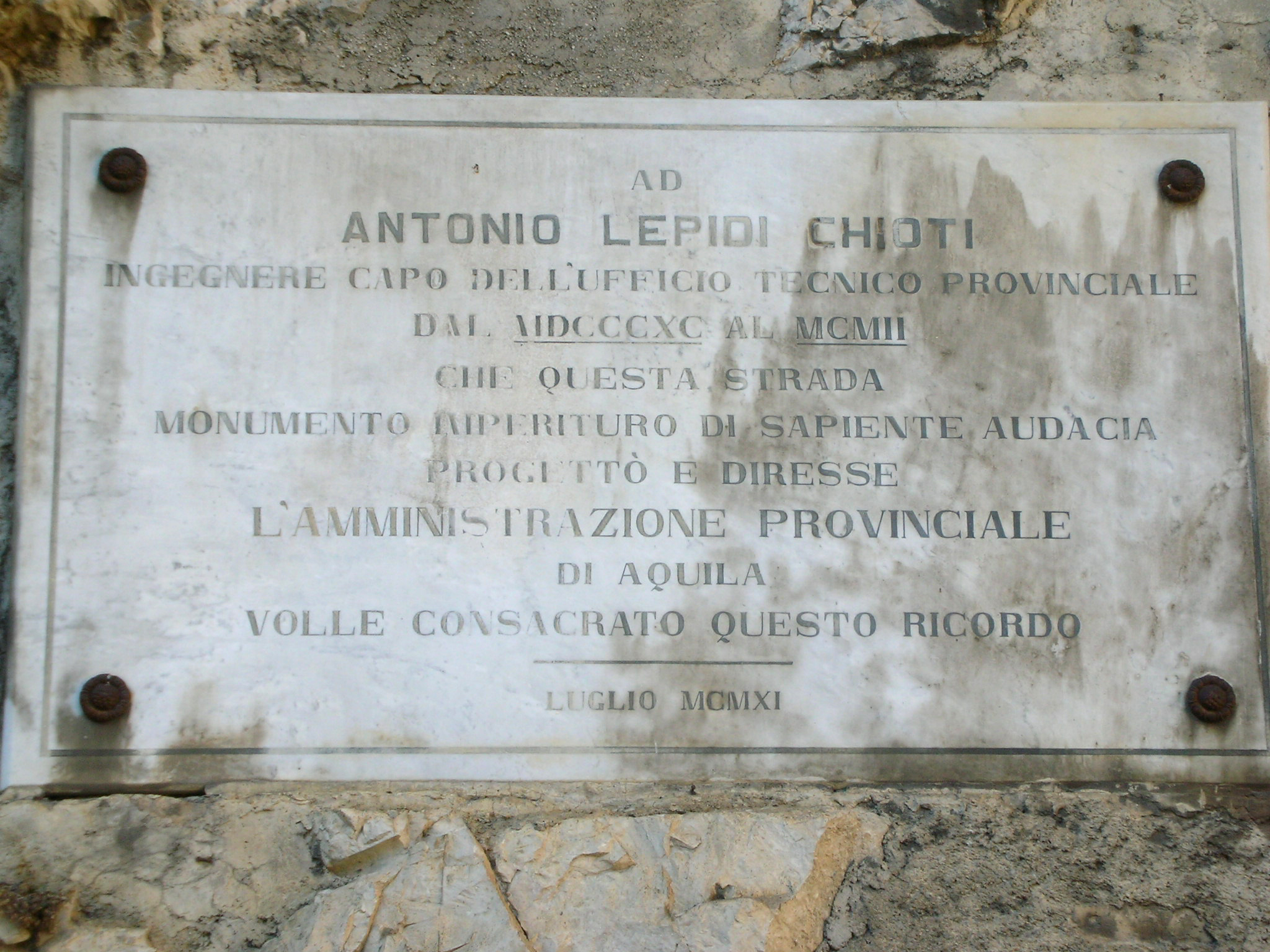
Lapide all'inizio delle Gole del Sagittario

Il tratto Sulmona-Villalago è stato costruito alla fine del XIX secolo su progetto dell'ingegner Antonio Lepidi Chioti, mentre il tratto Villalago-Scanno era preesistente. Il tratto Scanno-Villetta Barrea risale invece al 1909. La costruzione della diga di San Domenico negli anni venti ha richiesto la realizzazione di una variante.

## Percorso
La strada ha inizio all'interno del centro abitato di Sulmona, innestandosi sul tracciato originario della strada statale 17 dell'Appennino Abruzzese e Appulo Sannitica, ora importante via cittadina (Viale Mazzini), e prosegue verso sud-ovest superando la linea ferroviaria Sulmona-Isernia e raggiungendo il bivio per Introdacqua. Il percorso devia quindi verso ovest per arrivare a Bugnara, oltre il quale continua verso sud-ovest superando la linea ferroviaria Roma-Sulmona-Pescara e giungendo ad Anversa degli Abruzzi.
Il percorso a questo punto si fa suggestivo, con la strada che in direzione sud-est attraversa le Gole del Sagittario e l'omonima riserva, raggiunge Villalago e costeggia il lago di Scanno. Dopo aver superato Scanno, la strada valica a passo Godi (1630 m s.l.m.) lo spartiacque tra il bacino dell'Aterno-Pescara e quello del Sangro, scendendo poi verso il paese di Villetta Barrea dove termina innestandosi sulla ex strada statale 83 Marsicana.

## Gestione
In seguito al decreto legislativo n. 112 del 1998, dal 2001 la gestione è passata dall'ANAS alla Regione Abruzzo che ha provveduto al trasferimento dell'infrastruttura al demanio della Provincia dell'Aquila.
Il 25 febbraio 2020 il Consiglio Regionale, ed in particolare la seconda commissione consiliare, ha approvato la risoluzione che propone la riclassificazione della SR 479 in strada statale.